# 9357 Venezuela
A 9357 Venezuela (ideiglenes jelöléssel 1992 AT3) a Naprendszer kisbolygóövében található aszteroida. O. A. Naranjo fedezte fel 1992. január 11-én.